# Man of the World
Man of the World är en amerikansk långfilm från 1931 i regi av Richard Wallace, med William Powell, Carole Lombard, Wynne Gibson och Lawrence Gray i rollerna.

## Handling
Michael Trevor (William Powell) är en sol-och-vårare som är verksam i Paris. Han inleder förhållanden med ensamma fina kvinnor och börjar sedan utpressa dom för att kunna leva sin dyra livsstil. Men när Trevor förälskar sig i det senaste offret, den vackra Mary Kendall (Carole Lombard) hopar sig problemen. Trevors älskarinna Irene Hoffa (Wynne Gibson) vill inte släppa sin man och går till polisen.

## Rollista
| William Powell  | – Michael Trevor |
| Carole Lombard  | – Mary Kendall   |
| Wynne Gibson    | – Irene Hoffa    |
| Lawrence Gray   | – Frank Reynolds |
| Guy Kibbee      | – Harry Taylor   |
| George Chandler | – Fred           |

## Produktion
Detta var William Powells och Carole Lombards första film tillsammans. De var även båda med i Ladies' Man (1931) och Godfrey ordnar allt (1936). Utanför filmduken var de båda skådespelarna gifta mellan 1931 och 1933.